# قماطية
قماطية هي قرية لبنانية من قرى قضاء عاليه في محافظة جبل لبنان. تقع قرب سوق الغرب وبدادون.